# Żerczyce

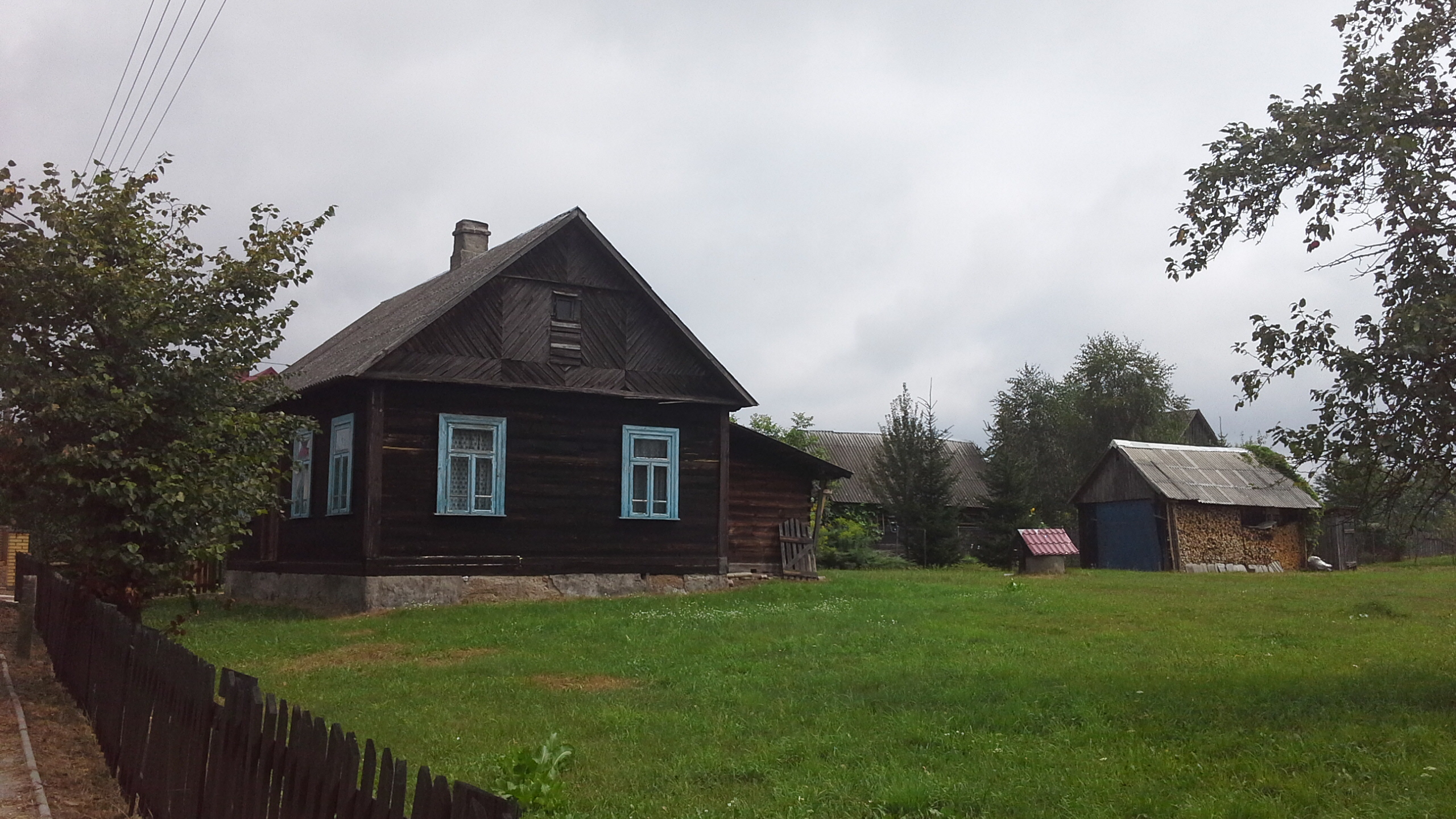
Drewniany budynek mieszkalny w centrum Żerczyc

Żerczyce – wieś w Polsce położona w województwie podlaskim, w powiecie siemiatyckim, w gminie Nurzec-Stacja.
W latach 1975–1998 miejscowość administracyjnie należała do województwa białostockiego.

## Opis
Pierwsze przekazy wymieniają miejscowość (wówczas jako Żerdczyce) jako wojskowy posterunek broniący głównego grodu, w tym wypadku Mielnika. Początek dała mu zbrojna drużyna księcia kijowskiego, która stoczyła tutaj bitwę z Jaćwingami. Wódz Jaćwingów (prawdopodobnie zwany Kraws) zginął w nierównej walce razem ze swymi wiernie walczącymi żołnierzami. Kijowscy drużynnicy w wyrazie szacunku wobec bohaterskiej śmierci wroga nie proszącego o litość, lecz ginącego z głęboką pogardą śmierci w wierze w słuszność swojej sprawy postanowili godnie ich pochować. Zebrali ciała poległych wrogów i wraz z końmi i zbrojami spalili, aby „szlachetne kości rycerzy nie były rozciągane przez drapieżne zwierzęta”. Popiołu nie rozsypali na wiatr, lecz nad zebranym w jednym miejscu usypali wysoki i do dzisiaj zachowany kurhan (obecnie znajdujący się za rzeką, obok samej miejscowości).
Według Powszechnego Spisu Ludności z 1921 roku wieś zamieszkiwało 271 osób, wśród których 19 było wyznania rzymskokatolickiego, 248 prawosławnego a 4 mojżeszowego. Jednocześnie 27 mieszkańców zadeklarowało polską przynależność narodową, 240 białoruską a 4 żydowską. Było tu 51 budynków mieszkalnych.
Prawosławni mieszkańcy wsi należą do miejscowej parafii św. Dymitra, a wierni kościoła rzymskokatolickiego do parafii Matki Bożej Częstochowskiej w Nurcu-Stacji. We wsi znajduje się prawosławna cerkiew parafialna św. Dymitra Sołuńskiego, a także prawosławny cmentarz z kaplicą Świętych Wiery, Nadziei, Luby i matki ich Zofii.